# イーピダマース
イーピダマース（古希: Ἰφιδάμας, Īphidamās）は、ギリシア神話の人物である。長母音を省略してイピダマスとも表記される。アンテーノールとテアーノーの子で、アルケロコス、ラーオドコス、アカマース、ラーオダマース、エウリュマコス、ヘリカーオーン、アゲーノール、コオーンらと兄弟。
イーピダマースは幼い頃から母テアーノーの父であるトラーキア王キッセウスのもとで育てられた。イーピダマースが成長するとキッセウスは彼を手元に置いていきたいと考え、自分の娘と結婚させたが、イーピダマースはそれからすぐにトロイア戦争が起こったことを聞き、トラーキアの軍勢12隻を率いて祖国の救援に向かった。しかしイーピダマースは『イーリアス』3日目にアガメムノーンによって討たれ、仇を討とうとした兄弟のコオーンもまたアガメムノーンに討たれた。

## その他のイーピダマース
- エジプト王ブーシーリスの子[2]。
- ペーネロペーの求婚者の1人[3]。